# Cartoon Network Studios
Cartoon Network Studios – amerykańskie studio animacji, należące do Warner Bros. (oddziału konglomeratu medialnego Warner Bros. Discovery). Jego zadaniem jest produkcja seriali animowanych przeznaczonych do emisji w stacji Cartoon Network.
Studio rozpoczęło swoją działalność w 1994 roku, jako oddział Hanna-Barbera Cartoons w celu produkcji filmów animowanych specjalnie dla Cartoon Network. Jego pierwszym dziełem był serial Co za kreskówka!, złożony z kilkudziesięciu zwykle niezwiązanych ze sobą animacji różnych twórców. W następnym czasie studio zajęło się tworzeniem filmów będących rozwinięciem kilku pomysłów z wcześniej wymienionego serialu, takich jak Laboratorium Dextera, Johnny Bravo, Krowa i Kurczak, Jam Łasica oraz Atomówki.
W roku 2001, po śmierci Williama Hanny, Hanna-Barbera została przejęta przez Warner Bros. Animation. Wówczas Cartoon Network Studios usamodzielniło się i nadal produkuje seriale animowane. W 2010 roku Cartoon Network Studios zmieniło logo wraz z amerykańską wersją Cartoon Network. W latach 2020., po wielu fuzjach korporacyjnych, studio zostało skonsolidowane z Warner Bros. Animation i nadal działało jako oddzielny dział, chociaż 1 sierpnia 2023 r. zostało przeniesione do Second Century Development jako nowej siedziby firmy.

## Filmografia

### Seriale animowane

#### Lata 90. XX wieku
- 1995 – Co za kreskówka! (The What a Cartoon! Show); koprodukcja z Hanna-Barbera
- 1996 – Jaskiniątka (Cave Kids); koprodukcja z Hanna-Barbera
- 1996 – Laboratorium Dextera (Dexter's Laboratory); koprodukcja z Hanna-Barbera
- 1996 – Prawdziwe przygody Jonny’ego Questa (The Real Adventures of Jonny Quest); koprodukcja z Hanna-Barbera
- 1997 – Johnny Bravo (Johnny Bravo); koprodukcja z Hanna-Barbera
- 1997 – Krowa i Kurczak (Cow and Chicken); koprodukcja z Hanna-Barbera
- 1997 – Jam Łasica (I Am Weasel); koprodukcja z Hanna-Barbera
- 1998 – Atomówki (The Powerpuff Girls) (pierwsza wersja kreskówki); koprodukcja z Hanna-Barbera
- 1999 – Ed, Edd i Eddy ( Ed, Edd n Eddy); koprodukcja z a.k.a. Cartoon
- 1999 – Chojrak – tchórzliwy pies (Courage the Cowardly Dog)
- 1999 – Mike, Lu i Og (Mike, Lu & Og)

#### Lata 2000–2009
- 2000 – Owca w Wielkim Mieście (Sheep in the Big City)
- 2001 – Mroczne przygody Billy’ego i Mandy (The Grim Adventures of Billy & Mandy)
- 2001 – Zło w potrawce (Evil Con Carne)
- 2001 – Strażnicy czasu (Time Squad)
- 2001 – Samuraj Jack (Samurai Jack)
- 2001 – Mroczni i źli (Grim & Evil)
- 2002 – Kosmiczna rodzinka (Spaced Out)
- 2002 – Whatever Happened to Robot Jones?
- 2002 – Kryptonim: Klan na drzewie (Codename: Kids Next Door)
- 2003 – Gwiezdne wojny: Wojny klonów (Star Wars: Clone Wars); koprodukcja z Lucasfilm
- 2003 – Megas XLR (Megas XLR)
- 2004 – Hi Hi Puffy AmiYumi
- 2004 – Dom dla Zmyślonych Przyjaciół pani Foster (Foster’s Home For Imaginary Friends)
- 2005 – Harcerz Lazlo (Camp Lazlo)
- 2005 – Podwójne życie Jagody Lee (The Life and Times of Juniper Lee)
- 2005 – Robotboy
- 2005 – Harry i wiaderko pełne dinozaurów (Harry and His Bucket Full of Dinosaurs)
- 2005 – Mój partner z sali gimnastycznej jest małpą (My Gym Partner's a Monkey)
- 2005 – Ben 10 (pierwsza wersja kreskówki)
- 2006 – Wiewiórek (Squirrel Boy)
- 2006 – Klasa 3000 (Class of 3000); koprodukcja z Tom Lynch Company
- 2007 – Co gryzie Jimmy’ego? (Out of Jimmy’s Head); koprodukcja z Brookwell McNamara Entertainment
- 2007 – Chowder
- 2007 – Transformers Animated (Transformers Animated); koprodukcja z Studio 4°C
- 2008 – Ben 10: Obca potęga (Ben 10: Alien Force)
- 2008 – Niezwykłe przypadki Flapjacka (The Marvelous Misadventures of Flapjack)

#### Lata 10. XXI wieku
- 2010 – Pora na przygodę! (Adventure Time); koprodukcja z Frederator Studios
- 2010 – Ben 10: Ultimate Alien
- 2010 – Generator Rex
- 2010 – Zwyczajny serial (Regular Show)
- 2010 – Tytan Symbionik (Sym-Bionic Tytan); koprodukcja z Orphanage Animation Studios
- 2010 – Tower Prep
- 2011 – The Problem Solverz
- 2011 – Secret Mountain Fort Awesome
- 2011 - Niesamowity świat Gumballa
- 2012 – Level Up
- 2012 – Ben 10: Omniverse
- 2013 – Incredible Crew
- 2013 – Wujcio Dobra Rada (Uncle Grandpa)
- 2013 – Steven Universe
- 2014 – Clarence
- 2014 – Po drugiej stronie muru (Over the Garden Wall)
- 2015 – Między nami, misiami (We Bare Bears)
- 2015 – Kroniki rodziny królewskiej (Long Live the Royals)
- 2016 – Atomówki (The Powerpuff Girls) (druga wersja kreskówki)
- 2016 – Ben 10 (druga wersja kreskówki)
- 2016 – Magiczne magiimiecze (Mighty Magiswords)
- 2017 – OK K.O.! Po prostu walcz (OK K.O.! Let's Be Heroes)
- 2018 – Jabłko i Szczypior (Apple & Onion)
- 2018 – Craig znad potoku (Craig of the Creek)
- 2018 – Obóz na wyspie (Summer Camp Island)
- 2019 – Victor i Valentino (Victor and Valentino)
- 2019 – Mao Mao i Bohaterowie Czystego Serca (Mao Mao: Heroes of Pure Heart)
- 2019 – Pociąg do nieskończoności (Infinity Train)
- 2019 – Primal
- 2019 – Steven Universe: Przyszłość (Steven Universe Future)

#### Lata 20. XXI wieku
- 2020 – JJ Villard's Fairy Tales
- 2020 – Pora na przygodę: Odległe krainy (Adventure Time: Distant Lands)
- 2020 – Close Enough
- 2020 – Tig N' Seek
- 2020 – Fungisy! (The Fungies!)
- 2020 – Między nami, misiami: Film (We Bare Bears: The Movie)
- 2022 – Między nami, misiaczkami (We Baby Bears)
- 2024 – Jessica i jej wielki mały świat (Jessica’s Big Little World)
- 2025 - Cudownie Dziwny Świat Gumballa

### Pełnometrażowe filmy animowane
- 2002 – Atomówki
- 2007 – Billy i Mandy i zemsta Boogeymana
- 2007 – Ben 10: Tajemnica Omnitrixa
- 2008 – Podpięść: Wariackie Halloween
- 2008 – Więźniowie wyobraźni
- 2009 – Ben 10: Obcy rój
- 2010 – Ognisty podmuch
- 2012 – Ben 10: Zniszczyć wszystkich kosmitów
- 2015 – Zwyczajny film
- 2019 – Steven Universe: Film
- 2020 – Między nami, misiami: Film
- 2020 – Ben 10 kontra wszechświat: Film
- 2023 – Craig sprzed Potoku